# Olympische Sommerspiele 2020/Schwimmen – 100 m Brust (Männer)
Der Schwimmwettkampf über 100 Meter Brust der Männer bei den Olympischen Spielen 2020 in Tokio wurde vom 24. bis 26. Juli 2021 im Tokyo Aquatics Centre ausgetragen.

## Rekorde
Vor Beginn der Olympischen Spiele waren folgende Rekorde gültig.
| Weltrekord         | Adam Peaty | 56,88 s | Gwangju, Südkorea      | 21. Juli 2019  |
| Olympischer Rekord | Adam Peaty | 57,13 s | London, Großbritannien | 2. August 2012 |

## Vorlauf

### Vorlauf 1
| Platz | Name               | Nation             | Zeit        | Anmerkung |
| ----- | ------------------ | ------------------ | ----------- | --------- |
| 1     | Micah Masei        | Amerikanisch-Samoa | 1:04,93 min |           |
| 2     | Muhammad Isa Ahmad | Brunei             | 1:08,65 min |           |
|       | Amini Fonua        | Tonga              | DSQ         |           |

### Vorlauf 2
| Platz | Name               | Nation                       | Zeit        | Anmerkung |
| ----- | ------------------ | ---------------------------- | ----------- | --------- |
| 1     | Jérémy Desplanches | Schweiz                      | 1:00,29 min | NR        |
| 2     | Amro Al-Wir        | Jordanien                    | 1:02,17 min | NR        |
| 3     | Adriel Sanes       | Amerikanische Jungferninseln | 1:02,43 min |           |
| 4     | Julio Horrego      | Honduras                     | 1:02,45 min |           |
| 5     | Sebastien Kouma    | Mali                         | 1:02,84 min |           |
| 6     | Abobakr Abass      | Sudan                        | 1:04,46 min |           |

### Vorlauf 3
| Platz | Name                        | Nation                  | Zeit        | Anmerkung |
| ----- | --------------------------- | ----------------------- | ----------- | --------- |
| 1     | Matti Mattsson              | Finnland                | 1:00,02 min |           |
| 2     | Bernhard Reitshammer        | Österreich              | 1:00,41 min |           |
| 3     | Jorge Murillo               | Kolumbien               | 1:00,62 min |           |
| 4     | Ljubomir Epitropow          | Bulgarien               | 1:00,71 min |           |
| 5     | André Klippenberg Grindheim | Norwegen                | 1:00,86 min |           |
| 6     | Gabe Mastromatteo           | Kanada                  | 1:01,56 min |           |
| 7     | Josué Domínguez             | Dominikanische Republik | 1:01,86 min |           |
| 8     | Izaak Bastian               | Bahamas                 | 1:01,87 min |           |

### Vorlauf 4
| Platz | Name               | Nation      | Zeit        | Anmerkung |
| ----- | ------------------ | ----------- | ----------- | --------- |
| 1     | Cho Sung-jae       | Südkorea    | 59,99 s     |           |
| 2     | Zac Stubblety-Cook | Australien  | 1:00,05 min |           |
| 3     | Denis Petraschow   | Kirgisistan | 1:00,23 min |           |
| 4     | Darragh Greene     | Irland      | 1:00,30 min |           |
| 5     | Théo Bussière      | Frankreich  | 1:00,75 min |           |
| 6     | Caio Pumputis      | Brasilien   | 1:00,76 min |           |
| 7     | Giedrius Titenis   | Litauen     | 1:00,92 min |           |
| 8     | Michael Houlie     | Südafrika   | 1:01,22 min |           |

### Vorlauf 5
| Platz | Name               | Nation             | Zeit        | Anmerkung |
| ----- | ------------------ | ------------------ | ----------- | --------- |
| 1     | Michael Andrew     | Vereinigte Staaten | 58,62 s     |           |
| 2     | James Wilby        | Großbritannien     | 58,99 s     |           |
| 3     | Lucas Matzerath    | Deutschland        | 59,40 s     |           |
| 4     | Andrius Šidlauskas | Litauen            | 59,46 s     |           |
| 5     | Anton Tschupkow    | ROC                | 59,55 s     |           |
| 6     | Dmitri Balandin    | Kasachstan         | 59,75 s     |           |
| 7     | Caspar Corbeau     | Niederlande        | 1:00,13 min |           |
|       | Tobias Bjerg       | Dänemark           | DSQ         |           |

### Vorlauf 6
| Platz | Name                    | Nation             | Zeit        | Anmerkung |
| ----- | ----------------------- | ------------------ | ----------- | --------- |
| 1     | Arno Kamminga           | Niederlande        | 57,80 s     | NR        |
| 2     | Andrew Wilson           | Vereinigte Staaten | 59,03 s     |           |
| 3     | Ilja Schymanowitsch     | Belarus            | 59,33 s     |           |
| 4     | Ryuya Mura              | Japan              | 59,40 s     |           |
| 5     | Fabian Schwingenschlögl | Deutschland        | 59,49 s     |           |
| 6     | Berkay Ömer Öğretir     | Türkei             | 59,82 s     |           |
| 7     | Matthew Wilson          | Australien         | 1:00,03 min |           |
| 8     | Čaba Silađi             | Serbien            | 1:00,19 min |           |

### Vorlauf 7
| Platz | Name               | Nation         | Zeit        | Anmerkung |
| ----- | ------------------ | -------------- | ----------- | --------- |
| 1     | Adam Peaty         | Großbritannien | 57,56 s     |           |
| 2     | Nicolò Martinenghi | Italien        | 58,68 s     |           |
| 3     | Yan Zibei          | China          | 58,75 s     |           |
| 4     | Felipe Lima        | Brasilien      | 59,17 s     |           |
| 5     | Federico Poggio    | Italien        | 59,33 s     |           |
| 6     | Kirill Prigoda     | ROC            | 59,68 s     |           |
| 7     | Emre Sakçı         | Türkei         | 59,87 s     |           |
| 8     | Shoma Sato         | Japan          | 1:00,04 min |           |

## Halbfinale

### Lauf 1
| Platz | Name                    | Nation         | Zeit    | Anmerkung |
| ----- | ----------------------- | -------------- | ------- | --------- |
| 1     | Arno Kamminga           | Niederlande    | 58,19 s |           |
| 2     | Nicolò Martinenghi      | Italien        | 58,28 s | NR        |
| 3     | James Wilby             | Großbritannien | 59,00 s |           |
| 4     | Fabian Schwingenschlögl | Deutschland    | 59,32 s |           |
| 5     | Kirill Prigoda          | ROC            | 59,44 s |           |
| 6     | Felipe Lima             | Brasilien      | 59,80 s |           |
| 7     | Ryuya Mura              | Japan          | 59,82 s |           |
| 8     | Federico Poggio         | Italien        | 59,91 s |           |

### Lauf 2
| Platz | Name                | Nation             | Zeit    | Anmerkung |
| ----- | ------------------- | ------------------ | ------- | --------- |
| 1     | Adam Peaty          | Großbritannien     | 57,63 s |           |
| 2     | Yan Zibei           | China              | 58,72 s |           |
| 3     | Michael Andrew      | Vereinigte Staaten | 58,99 s |           |
| 4     | Ilja Schymanowitsch | Belarus            | 59,08 s |           |
| 5     | Andrew Wilson       | Vereinigte Staaten | 59,18 s |           |
| 6     | Lucas Matzerath     | Deutschland        | 59,31 s |           |
| 7     | Andrius Šidlauskas  | Litauen            | 59,82 s |           |
| 8     | Anton Tschupkow     | ROC                | 59,93 s |           |

## Finale
26. Juli 2021, 04:12 MEZ
| Platz | Name                | Nation             | Zeit    | Anmerkung |
| ----- | ------------------- | ------------------ | ------- | --------- |
| 1     | Adam Peaty          | Großbritannien     | 57,37 s |           |
| 2     | Arno Kamminga       | Niederlande        | 58,00 s |           |
| 3     | Nicolò Martinenghi  | Italien            | 58,33 s |           |
| 4     | Michael Andrew      | Vereinigte Staaten | 58,84 s |           |
| 5     | James Wilby         | Großbritannien     | 58,96 s |           |
| 6     | Yan Zibei           | China              | 58,99 s |           |
| 6     | Andrew Wilson       | Vereinigte Staaten | 58,99 s |           |
| 8     | Ilja Schymanowitsch | Belarus            | 59,36 s |           |